# Кошноруйское сельское поселение
Кошноруйское се́льское поселе́ние — муниципальное образование в Канашском районе Чувашии Российской Федерации.
Административный центр — деревня Кошноруй.

## История
Статус и границы сельского поселения установлены Законом Чувашской Республики от 24 ноября 2004 года № 37 «Об установлении границ муниципальных образований Чувашской Республики и наделении их статусом городского, сельского поселения, муниципального района и городского округа»

## Население
| 2010  | 2012  | 2013  | 2014  | 2015  | 2016  | 2017  |
| ----- | ----- | ----- | ----- | ----- | ----- | ----- |
| 2078  | ↘1987 | ↘1919 | ↘1864 | ↘1851 | ↘1812 | ↘1749 |
| 2018  | 2019  | 2020  | 2021  |       |       |       |
| ↘1733 | ↘1665 | ↘1587 | ↘1557 |       |       |       |

## Состав сельского поселения
| №  | Населённый пункт | Тип населённого пункта          | Население |
| -- | ---------------- | ------------------------------- | --------- |
| 1  | Алаксары         | деревня                         | →145      |
| 2  | Аслыялы          | деревня                         | →83       |
| 3  | Ближние Сормы    | деревня                         | →268      |
| 4  | Дальние Сормы    | деревня                         | →328      |
| 5  | Зеленовка        | деревня                         | →39       |
| 6  | Ирх-Сирмы        | деревня                         | →65       |
| 7  | Кошноруй         | деревня, административный центр | →261      |
| 8  | Пожарпоси        | деревня                         | →86       |
| 9  | Шигали           | село                            | →293      |
| 10 | Шоркасы          | село                            | →246      |
| 11 | Ямбахтино        | деревня                         | →65       |
| 12 | Яшкильдино       | деревня                         | →199      |